# Zalmoxis austera
Zalmoxis austera is een hooiwagen uit de familie Zalmoxioidae.